# Окереке, Келе
Келечукву Роуленд «Келе» Окереке (англ. Kelechukwu Rowland Okereke; род. 13 октября 1981) — английский певец, автор песен и гитарист, наиболее известный как лид-вокалист группы Bloc Party.

## Карьера
В 1998 году Окереке подружился с учеником школы Банкрофта Расселом Лиссаком, который в будущем станет гитаристом Bloc Party. Год спустя, во время учёбы в Королевском колледже Лондона, Окереке вместе с Лиссаком официально сформировали группу под названием The Angel Range. Позже группу пополнили бас-гитарист Гордон Моукс и барабанщик Мэтт Тонг. В 2003 году группа сменила название на Bloc Party.
После того как Bloc Party ушли в творческий отпуск, Келе начал сольную карьеру, выпустив 21 июня 2010 года свой первый альбом The Boxer.
7 ноября 2011 года был выпущен мини-альбом The Hunter.

## Личная жизнь
Окереке — открытый гей.

## Гитары Келе Окереке
- Fender Telecaster
- Rickenbacker 620
- Gretsch Tennessee Rose
- Fender Performer — Sunburst
- Fender Telecaster Thinline

## Гитарные эффекты Келе Окереке
- Ernie Ball Volume Pedal (x2)
- BOSS LS-2 Line Selector (x2)
- BOSS DF-2 SUPER Feedbacker Distortion
- BOSS OS-2 Overdrive/Distortion
- BOSS DS-2 Turbo Distortion
- BOSS OC-3 SUPER Octave
- BOSS PS-5 Pitch Shifter
- BOSS TR-2 Tremolo
- BOSS BC-2 Combo Drive Pedal
- BOSS SYB-3 Bass Synthesiser
- BOSS RV-5 Digital Reverb
- BOSS TU-2 Chromatic Tuner
- BOSS DD-3 Digital Delay
- BOSS RC-20XL Loop Station (x2)
- LINE 6 DL4 Delay Modeller (x2)
- LINE 6 FM4 Filter Modeller
- LINE 6 M5 Stompbox Modeller
- Rocktek ADR-02 Deley
- Rocktek CHR-01Chorus
- EHX - POG Polyphonic Octave Generator
- EHX - POG 2 Polyphonic Octave Generator
- EHX - SYNTH 9 Synthesizer Machine
- EHX - BIG MUFF (x2)

## Дискография

### Альбомы
| Год  | Детали об альбоме                                           | Позиция в чарте | Позиция в чарте | Позиция в чарте | Позиция в чарте | Позиция в чарте | Позиция в чарте | Позиция в чарте | Позиция в чарте | Позиция в чарте |
| Год  | Детали об альбоме                                           | UK              | UK Dance        | AUS             | AUT             | BEL (FLA)       | BEL (WAL)       | FRA             | SWI             | IRL             |
| ---- | ----------------------------------------------------------- | --------------- | --------------- | --------------- | --------------- | --------------- | --------------- | --------------- | --------------- | --------------- |
| 2010 | The Boxer - Релиз: 21 июня 2010 - Лейбл: Wichita Recordings | 20              | 2               | 35              | 71              | 41              | 89              | 174             | 98              | 42              |
| 2014 | Trick - Релиз:13 октября 2014 - Лейбл: Lilac Records        | 99              | 9               | 40              | -               | -               | -               | -               | -               | -               |

### Мини-альбомы
| Год  | Детали об альбоме                                             | Позиция в чарте | Позиция в чарте | Позиция в чарте | Позиция в чарте | Позиция в чарте | Позиция в чарте | Позиция в чарте | Позиция в чарте | Позиция в чарте |
| Год  | Детали об альбоме                                             | UK              | UK Dance        | AUS             | AUT             | BEL (FLA)       | BEL (WAL)       | FRA             | SWI             | IRL             |
| ---- | ------------------------------------------------------------- | --------------- | --------------- | --------------- | --------------- | --------------- | --------------- | --------------- | --------------- | --------------- |
| 2011 | The Hunter - Релиз: 7 ноября 2011 - Лейбл: Wichita Recordings | –               | –               | 79              | –               | –               | –               | –               | –               | –               |

### Синглы
| Год  | Песня                   | Позиция в чарте | Позиция в чарте | Позиция в чарте | Позиция в чарте | Позиция в чарте | Позиция в чарте | Альбом     |
| Год  | Песня                   | UK              | UK Dance        | AUS             | AUT             | BEL (FLA)       | BEL (WAL)       | Альбом     |
| ---- | ----------------------- | --------------- | --------------- | --------------- | --------------- | --------------- | --------------- | ---------- |
| 2010 | "Tenderoni"             | 31              | 6               | 63              | 58              | 4               | 14              | The Boxer  |
| 2010 | "Everything You Wanted" | 93              | 17              | –               | –               | –               | –               | The Boxer  |
| 2010 | "On the Lam"            | –               | –               | –               | –               | –               | –               | The Boxer  |
| 2011 | "What Did I Do?"        | –               | –               | 83              | –               | –               | –               | The Hunter |

### Популярные синглы
- "Believe" вместе c The Chemical Brothers (2005)
- "It's Not The Things You Say" вместе Tiesto (2009)
- "Ready 2 Go" вместе Martin Solveig (2011)
- "Step Up" вместе Hercules & Love Affair